# Idaea alopecodes
Idaea alopecodes är en fjärilsart som beskrevs av Edward Meyrick 1888. Idaea alopecodes ingår i släktet Idaea och familjen mätare. Inga underarter finns listade i Catalogue of Life.